# De bedragna (2017)
De bedragna (engelska: The Beguiled) är en amerikansk dramafilm från 2017, regisserad av Sofia Coppola. Filmen är en nyinspelning av Korpral McB - anmäld saknad från 1971.
Filmen utspelar sig under det Amerikanska inbördeskriget. En internatskola för flickor i Södern har en ordnad tillvaro medan männen är frånvarande på grund av stridigheterna. En dag dyker en sårad soldat upp i behov av vård. Detta leder till att olika slags konflikter växer fram.
Filmen hade premiär vid filmfestivalen i Cannes 2017, där Coppola vann pris för bästa regi.

## Rollista (i urval)
- Elle Fanning – Alicia
- Kirsten Dunst – Edwina Morrow
- Nicole Kidman – Martha Farnsworth
- Colin Farrell – korporal John McBurney